# Stephan Ludwig Jacobi
Stephan Ludwig Jacobi, född 1707, död 1784, var en tysk fiskodlare.
Jacobi utarbetade under första hälften av 1700-talet en metod för konstbefruktning och kläckning av rom av lax och laxöring. Han metod beskrev först 1763 av en anonym författare och sedan närmare av Jacobi själv 1765. Jacobi kläckte rommen i en trälåda med lock, kortsidor av metallduk och bottnen belagd med grus, kallad "Jacobis kläckningslåda". Lådan sänktes ned i en bäck.